# 马福德
马福德（1957年5月13日—），全名穆罕默德·马赫福德·马哈茂丁，印度尼西亚政治家、法律学者，2019年至2024年担任印度尼西亚第14任政治、法律和安全事务统筹部长。他还曾担任印度尼西亚宪法法院首席法官、人民代表会议议员、国防部长以及法律和人权部部长。
马福德于1957年5月13日出生于三邦，拥有马都拉族血统。 他拥有日惹加查马达大学政治学硕士学位和宪法博士学位（1993年）。自1984年以来，他一直在日惹的印度尼西亚伊斯兰大学法学院教授宪法，尽管他还在印度尼西亚的许多其他大学任教。2000年，他被总统阿卜杜拉赫曼·瓦希德任命为国防部长，随后被短暂任命为法律和人权部长，任期三天。2004年，他作为民族觉醒党党员当选为人民代表会议议员。
马福德是2024年印度尼西亞總統選舉的副总统候选人，与竞选总统的甘查尔·普拉诺沃一起参与竞选。